# Coriolano Cippico
Coriolano Cippico (chorvatsky Koriolan Ćipiko, 1425, Trogir – 1493, rodový palác, Kaštel Stari) byl chorvatsko-italský historiograf a humanista.

## Život a činnost

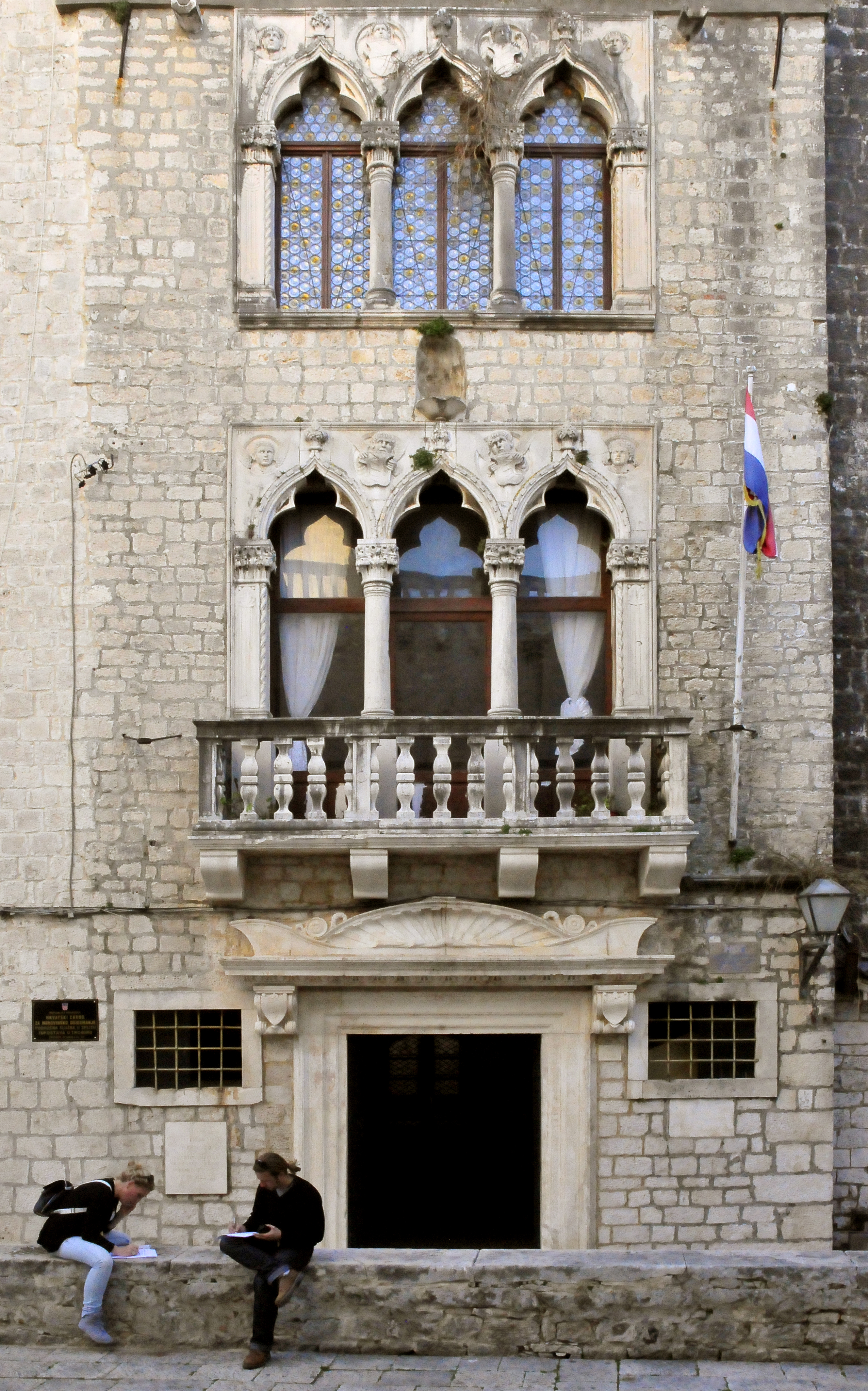
Starý rodový palác Ćipiků v Trogiru

Narodil se v Trogiru jako syn Pietra a Pellegriny Cegové v místní šlechtické rodině loajální k Benátské republice. Studoval nejprve v rodném městě, poté na univerzitě v Padově, kde je v letech 1443 až 1453 několikrát zmiňován v dokumentech. Po absolutoriu in utroque iure krátce vykonával povolání advokáta (snad v Benátkách), ale později se vrátil do Trogiru, kde se věnoval správě rodinného majetku a studiu klasických věd.
Po návratu do Dalmácie se oženil s Giacobinou Lodiovou, která mu porodila syna a dvě dcery. Po předčasné smrti své ženy se znovu oženil s Nicolettou Andreisovou, s níž měl dceru a čtyři syny, mezi nimi Giovanni a Alvise, kteří byli arcibiskupy v Zadaru.
V roce 1456 se jedenatřicetiletý Coriolano stal správcem nadace trogirské katedrály sv. Vavřince. V 50. a 60. letech 14. století působil zastával některé veřejné funkce v městské radě a jako zástupce města byl několikrát vyslán do Benátek jako zástupce Trogiru v benátském senátu. Působil také jako trogirský vyslanec u uherského krále Matyáše Korvína, který mu udělil osobní imunitu před místní jurisdikcí.
Roku 1468 Coriolano zdědil po smrti své matky značný majetek a po žalobě proti synovci Juraji Ivaniševićovii zdědil v roce 1472 také její léno Radošić. 
V roce 1470, po dobytí ostrova Euboia osmanským vojskem sultána Mohameda II. požádala Serenissima město Trogir o vyslání lodí, aby se připojila k flotile vedené benátským generálem. Cippico byl jmenován jejím lodivodem a byl tak přímým svědkem všech hlavních událostí, načež roku 1477 vydal podrobný popis expedice benátského dóžete Pietra Moceniga do Levanty s názvem Petri Mocenici imperatoris gestorum libri tres.
Kromě tohoto literárního počinu jej pojilo přátelství s předními italskými humanisty té doby, včetně historika Marcantonia Sabellica, jednoho z hlavních představitelů literárního humanismu v Dalmácii a sběratele rukopisů, či Palladia Fosca. Podporoval kulturní rozvoj svého města a regionu sounáležitosti.

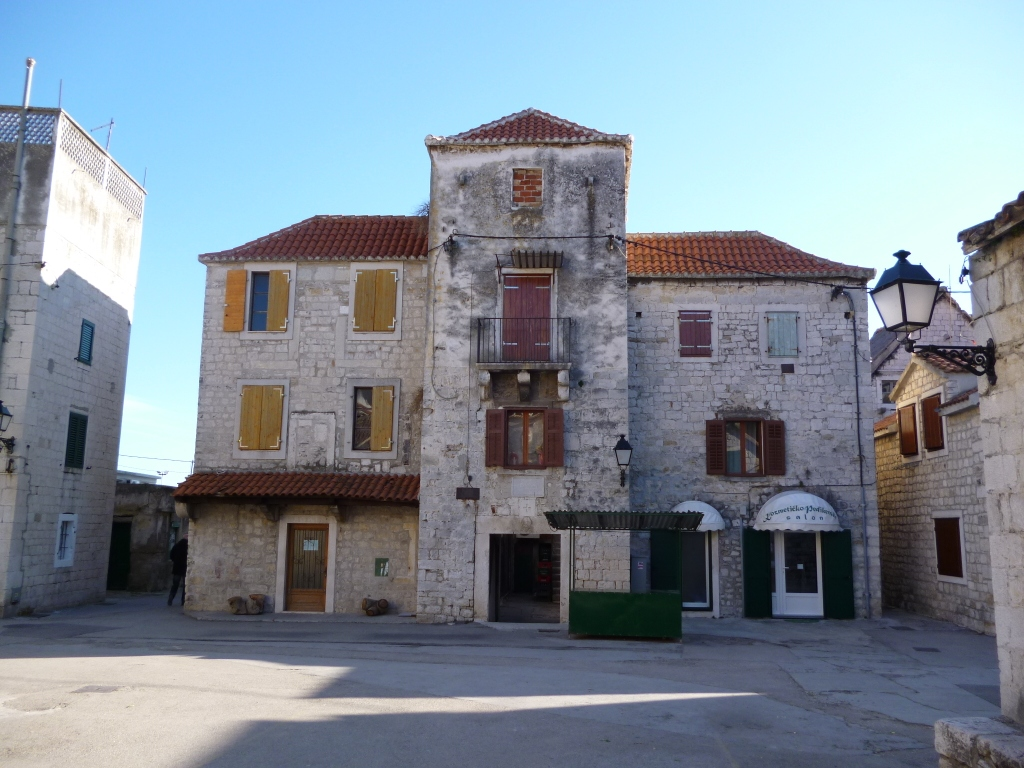
Kaštel Koriolana Ćipika ve Starém kašteli.

S finančními prostředky, které získal jako válečnou kořist v roce 1476, nakoupil Cippico pozemky a zahájil výstavbu rodového kaštelu, opevněného paláce Ćipiků v dnešní obci Kaštel Stari na pobřeží nedaleko Trogiru. Nakoupené pozemky opět prodával, či vyměňoval nebo pronajímal, často pod podmínkou, že se zde budou pěstovat plodiny, jako jsou réva, obilí či ovoce.

### Závěr života
V roce 1492 však pevnost na pobřeží zachvátil požár, při kterém přišla o život Coriolanova manželka Nicoletta. Benátský senát velice rychle pomohl kaštel v témže roce obnovit, avšak Coriolan byl nehodou zdrcen. Po několika měsících prožitých v zármutku, kdy se staral o své mladší syny a zabýval se správou majetkem, Coriolano zemřel v roce 1493 ve svém paláci. Byl pohřben v trogirské katedrále sv. Vavřince, vpravo od hlavního oltáře.

## Literární činnost
Roku 1477 vydal podrobný popis expedice benátského dóžete Pietra Moceniga do Levanty s názvem Petri Mocenici imperatoris gestorum libri tres.
Kromě tohoto literárního počinu jej pojilo přátelství s předními italskými humanisty té doby, včetně historika Marcantonia Sabellica, jednoho z hlavních představitelů literárního humanismu v Dalmácii a sběratele rukopisů, či Palladia Fosca. Podporoval kulturní rozvoj svého města a regionu sounáležitosti.